# Scoliodon laticaudus
Scoliodon laticaudus är en hajart som beskrevs av Müller och Henle 1838. Scoliodon laticaudus ingår i släktet Scoliodon och familjen revhajar. IUCN kategoriserar arten globalt som nära hotad. Inga underarter finns listade i Catalogue of Life.